# Ahmeek
Ahmeek é uma vila localizada no estado americano de Michigan, no Condado de Keweenaw.

## Demografia
Segundo o censo americano de 2000, a sua população era de 157 habitantes.
Em 2006, foi estimada uma população de 145, um decréscimo de 12 (-7.6%).

## Geografia
De acordo com o United States Census Bureau tem uma área de
0,2 km², dos quais 0,2 km² cobertos por terra e 0,0 km² cobertos por água. Ahmeek localiza-se a aproximadamente 307 m acima do nível do mar.

## Localidades na vizinhança
O diagrama seguinte representa as localidades num raio de 16 km ao redor de Ahmeek.